# Rye (Colorado)
Pour les articles homonymes, voir Rye.
Rye est une ville américaine située dans le comté de Pueblo dans l’État du Colorado.
Selon le recensement de 2010, Rye compte 153 habitants. La municipalité s'étend sur 0,10 milles carrés (0,26 km2).

## Histoire
La ville doit son nom aux champs de seigle (rye en anglais) sur lesquels elle fut fondée.

## Démographie
| 1940 | 1950 | 1960 | 1970 | 1980 | 1990 |
| ---- | ---- | ---- | ---- | ---- | ---- |
| 163  | 166  | 179  | 207  | 232  | 168  |

| 2000 | 2010 | - | - | - | - |
| ---- | ---- | - | - | - | - |
| 202  | 153  | - | - | - | - |